# Línea M1A (Transporte Metropolitano de León)
La línea M1A del Transporte Metropolitano de León es una línea de autobús que une la localidad de La Virgen del Camino con la ciudad de León  (España).

Esta línea dispone de servicio para personas con discapacidad.